# Park Narodowy Hirkan
Park Narodowy Hirkan (azer. Hirkan Milli Parkı) – park narodowy w Azerbejdżanie, o powierzchni 42797 ha. Utworzony w 2004 r., powiększony do obecnej powierzchni w 2008 r. Położony w pobliżu granicy z Iranem. Ma charakter górski, a powierzchnia jest w większości zalesiona (lasy hyrkańskie). Lasy buduje dąb kasztanolistny, drzewo żelazne, hurma kaukaska, parrocia perska, klon zamszowaty, albicja jedwabista. Park skupia liczne gatunki endemiczne. Park jest ostoją lamparta podgatunku perskiego, żbika oraz rysia.
W 2023 roku część obszaru parku została wpisana na listę światowego dziedzictwa UNESCO.